# Миронівка (Лозівська міська громада)
Миро́нівка —  село в Україні, у Лозівській міській громаді Лозівського району Харківської області. Населення становить 334 осіб. До 2020 орган місцевого самоврядування — Краснопавлівська селищна рада.

## Географія
Село Миронівка знаходиться на відстані 1 км від річки Орілька. На відстані 1 км знаходиться селище Нижня Краснопавлівка.

## Історія
1929 — дата заснування.
12 червня 2020 року, відповідно до Розпорядження Кабінету Міністрів України  № 725-р «Про визначення адміністративних центрів та затвердження територій територіальних громад Харківської області», увійшло до складу Лозівської міської громади.
17 липня 2020 року, в результаті адміністративно-територіальної реформи та ліквідації колишнього Лозівського району (1923—2020), увійшло до складу новоутвореного Лозівського району Харківської області.

## Економіка
- Свино-товарна ферма.